# Volume de uma n-bola
Na geometria, uma bola é uma região no espaço que consiste de todos os pontos dentro de uma distância fixa a partir de um ponto fixo. Uma n-bola é uma bola em espaço euclidiano n-dimensional. O volume de uma n-bola  é uma constante importante que ocorre em fórmulas na matemática .

## Definição
Uma bola n-dimensional (ou n-bola) é a região delimitada por uma esfera-{\displaystyle (n-1)}: o conjunto de pontos em {\displaystyle \mathbb {R} ^{n}\ } satisfazendo {\displaystyle x_{1}^{2}+x_{2}^{2}+\cdots +x_{n}^{2}\leq R^{2}}.  É possível definir "volume" em {\displaystyle \mathbb {R} ^{n}} -- em {\displaystyle \mathbb {R} } é o comprimento, em {\displaystyle \mathbb {R} ^{2}} é a área, em {\displaystyle \mathbb {R} ^{3}} é o volume normal e em {\displaystyle \mathbb {R} ^{n}} é o hipervolume.

## Tabela de volumes e raios
Os volumes e raios da n-bola nas primeiras 15 dimensões são dadas na tabela a seguir.
| Dimensão | Volume de uma n-bola de raio R                                                 | Raio de uma n-bola de volume V                                                                                    |
| -------- | ------------------------------------------------------------------------------ | --- |
| 0        | {\displaystyle 1}                                                              | (all 0-balls have volume 1)                                                                                       |
| 1        | {\displaystyle 2R}                                                             | {\displaystyle {\frac {V}{2}}=0.5\times V}                                                                        |
| 2        | {\displaystyle \pi R^{2}\approx 3.142\times R^{2}}                             | {\displaystyle {\frac {V^{\frac {1}{2}}}{\sqrt {\pi }}}\approx 0.564\times V^{\frac {1}{2}}}                      |
| 3        | {\displaystyle {\frac {4\pi }{3}}R^{3}\approx 4.189\times R^{3}}               | {\displaystyle \left({\frac {3V}{4\pi }}\right)^{\frac {1}{3}}\approx 0.620\times V^{\frac {1}{3}}}               |
| 4        | {\displaystyle {\frac {\pi ^{2}}{2}}R^{4}\approx 4.935\times R^{4}}            | {\displaystyle {\frac {(2V)^{\frac {1}{4}}}{\sqrt {\pi }}}\approx 0.671\times V^{\frac {1}{4}}}                   |
| 5        | {\displaystyle {\frac {8\pi ^{2}}{15}}R^{5}\approx 5.264\times R^{5}}          | {\displaystyle \left({\frac {15V}{8\pi ^{2}}}\right)^{\frac {1}{5}}\approx 0.717\times V^{\frac {1}{5}}}          |
| 6        | {\displaystyle {\frac {\pi ^{3}}{6}}R^{6}\approx 5.168\times R^{6}}            | {\displaystyle {\frac {(6V)^{\frac {1}{6}}}{\sqrt {\pi }}}\approx 0.761\times V^{\frac {1}{6}}}                   |
| 7        | {\displaystyle {\frac {16\pi ^{3}}{105}}R^{7}\approx 4.725\times R^{7}}        | {\displaystyle \left({\frac {105V}{16\pi ^{3}}}\right)^{\frac {1}{7}}\approx 0.801\times V^{\frac {1}{7}}}        |
| 8        | {\displaystyle {\frac {\pi ^{4}}{24}}R^{8}\approx 4.059\times R^{8}}           | {\displaystyle {\frac {(24V)^{\frac {1}{8}}}{\sqrt {\pi }}}\approx 0.839\times V^{\frac {1}{8}}}                  |
| 9        | {\displaystyle {\frac {32\pi ^{4}}{945}}R^{9}\approx 3.299\times R^{9}}        | {\displaystyle \left({\frac {945V}{32\pi ^{4}}}\right)^{\frac {1}{9}}\approx 0.876\times V^{\frac {1}{9}}}        |
| 10       | {\displaystyle {\frac {\pi ^{5}}{120}}R^{10}\approx 2.550\times R^{10}}        | {\displaystyle {\frac {(120V)^{\frac {1}{10}}}{\sqrt {\pi }}}\approx 0.911\times V^{\frac {1}{10}}}               |
| 11       | {\displaystyle {\frac {64\pi ^{5}}{10395}}R^{11}\approx 1.884\times R^{11}}    | {\displaystyle \left({\frac {10395V}{64\pi ^{5}}}\right)^{\frac {1}{11}}\approx 0.944\times V^{\frac {1}{11}}}    |
| 12       | {\displaystyle {\frac {\pi ^{6}}{720}}R^{12}\approx 1.335\times R^{12}}        | {\displaystyle {\frac {(720V)^{\frac {1}{12}}}{\sqrt {\pi }}}\approx 0.976\times V^{\frac {1}{12}}}               |
| 13       | {\displaystyle {\frac {128\pi ^{6}}{135135}}R^{13}\approx 0.911\times R^{13}}  | {\displaystyle \left({\frac {135135V}{128\pi ^{6}}}\right)^{\frac {1}{13}}\approx 1.007\times V^{\frac {1}{13}}}  |
| 14       | {\displaystyle {\frac {\pi ^{7}}{5040}}R^{14}\approx 0.599\times R^{14}}       | {\displaystyle {\frac {(5040V)^{\frac {1}{14}}}{\sqrt {\pi }}}\approx 1.037\times V^{\frac {1}{14}}}              |
| 15       | {\displaystyle {\frac {256\pi ^{7}}{2027025}}R^{15}\approx 0.381\times R^{15}} | {\displaystyle \left({\frac {2027025V}{256\pi ^{7}}}\right)^{\frac {1}{15}}\approx 1.066\times V^{\frac {1}{15}}} |
| n        | Vn(R)                                                                          | Rn(V) |